# Licháda
Licháda, en grec moderne : Λιχάδα, est un ancien dème et un village du nord-ouest de l'île d'Eubée, en Grèce. Il est supprimé, en 2010, lorsqu'il est fusionné avec le nouveau dème de Histiée-Edipsós.
Selon le recensement de 2011, la population de Goúves compte 1 140 habitants.